# Mykwa w Zamościu
Mykwa w Zamościu – dawna mykwa żydowska znajdująca się przy ulicy L. Zamenhofa 5 na Starym Mieście w Zamościu.

## Historia

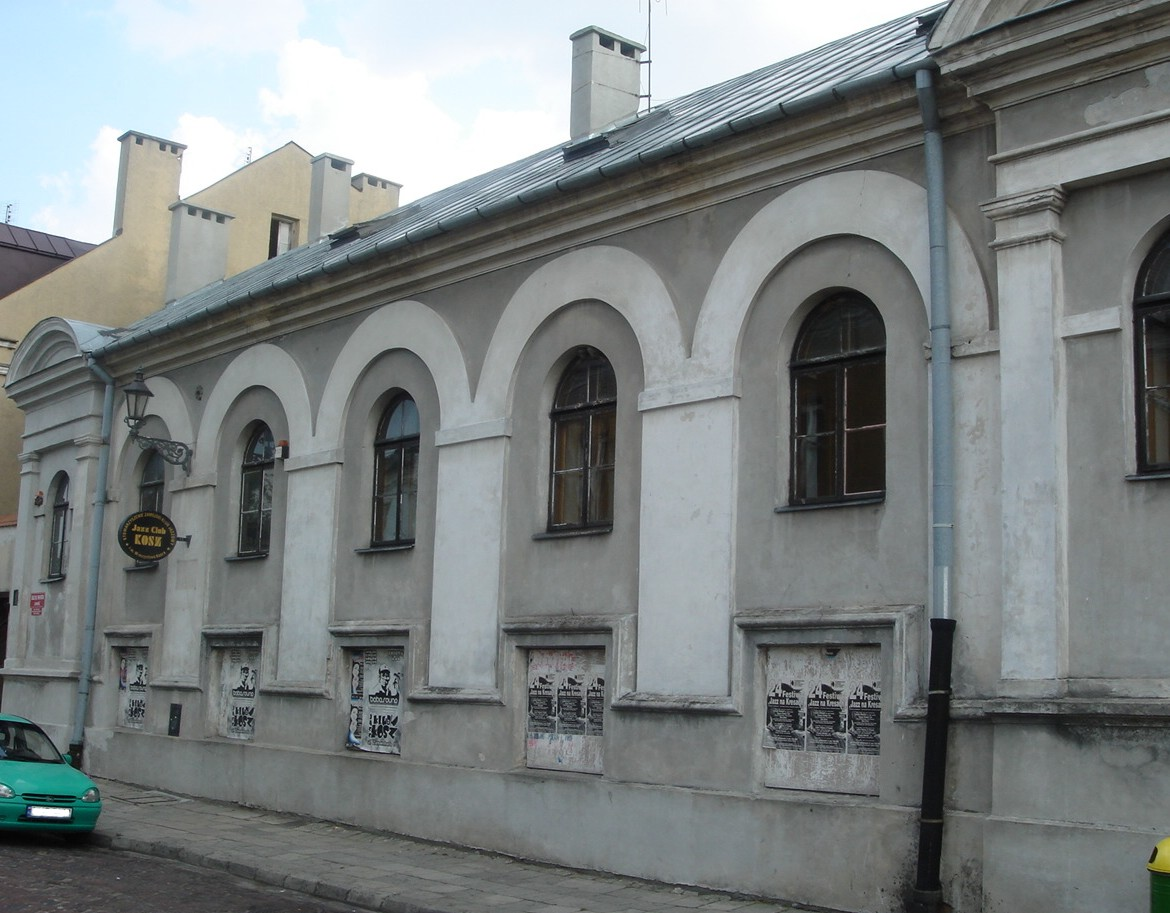
Dawna mykwa w 2006 r., przed pracami remontowymi

Mykwa została zbudowana w połowie XVIII wieku. Około 1877 roku została przebudowana i nadano jej nowy styl. Do niedawna w budynku znajdował się klub jazzowy, a podczas jego otwarcia w piwnicach można było zobaczyć baseny kąpielowe. Od 2010 roku, po zakupie przez prywatnego właściciela, była objęta pracami remontowymi z przeznaczeniem na hotel, otwarty w 2017 roku ("Hotel 77"). Mykwa zachowała swój oryginalny przedwojenny styl.